# Grupo del Partido Popular Europeo
El Grupo del Partido Popular Europeo (abreviado como EPP Group por su nombre en inglés) es un grupo parlamentario del Parlamento Europeo, compuesto por los diputados del Partido Popular Europeo y algunos diputados sin partido. Es la primera fuerza política, teniendo el mayor número de escaños, 188 de 720, en la actual X legislatura del Parlamento (2024-2029) y es considerado la referencia del centroderecha en las instituciones europeas. La actual presidenta de la Comisión Europea, Ursula von der Leyen, pertenece a este grupo, así como la mayoría de su gabinete.
Desde julio de 2014, el presidente del grupo es el alemán Manfred Weber, de la Unión Social Cristiana de Baviera, sucediendo al francés Joseph Daul de la Unión por un Movimiento Popular. Además, el luxemburgués Jean-Claude Juncker del Partido Popular Social Cristiano, fue nombrado Presidente de la Comisión Europea tras un acuerdo con el Grupo de la Alianza Progresista de Socialistas y Demócratas.

## Historia
La Asamblea Común de la Comunidad Europea del Carbón y del Acero, el predecesor del actual Parlamento Europeo, se reunió por primera vez el 10 de septiembre de 1952, y el primer grupo democristiano se formó un día después, de manera no oficial, con Emmanuel Sassen, del Partido Popular Católico de los Países Bajos, como presidente y con 38 de los 78 escaños de la cámara. El 16 de junio de 1953, la Asamblea aprobó una resolución que permitía la formación oficial de los grupos políticos, y el día 23 se oficializó el grupo con su declaración constituyente.
El grupo fue el más grande en la formación de la eurocámara, pero a medida que pasaba el tiempo perdió apoyo y quedó segundo tras las elecciones de 1979. Dado que la Comunidad Económica Europea se amplió en la Unión Europea, los partidos de centroderecha dominantes en los nuevos Estados miembro no eran necesariamente democristiano el Partido Popular Europeo, formado en 1976, y su grupo en el Parlamento Europeo, decidieron ampliar su mandato para cubrir el espacio del centroderecha, independientemente de la tradición, e integrando a los partidos conservadores.
Esta iniciativa política incorporó al grupo al griego Nueva Democracia y al español Partido Popular, pero dejó fuera a los británicos del Partido Conservador y los daneses del Partido Popular Conservador, que crearon el grupo de los Demócratas Europeos, pero la falta de apoyos y los problemas internos acabaron por disolver el acuerdo y volvieron a integrarse en el Grupo del Partido Popular Europeo. Estos diputados se convirtieron en miembros plenos del Partido Popular Europeo, salvo los conservadores británicos que decidieron estar en el grupo pero no integrarse en el partido. Este proceso de consolidación del centro derecha europeo, incorporó a otros partidos como Forza Italia pero también creó divisiones internas, que se transformaron en la creación de un subgrupo euroescéptico, también llamado Demócratas Europeos.
Tras esta consolidación celebrada durante los noventa, con el renombramiento a Partido Popular Europeo - Demócratas Europeos (PPE-ED Group), y después de las Elecciones al Parlamento Europeo de 1999, el grupo recuperó su primera posición en la eurocámara con 233 europarlamentarios frente a los 180 escaños del grupo del Partido de los Socialistas Europeos. Si bien, este resultado no fue suficiente y se creó un gran acuerdo con los socialdemócratas, y de manera esporádica con los liberales, para alcanzar las mayorías requeridas por el Acta Única Europea.
Estos acuerdos hacían crecer la inquietud dentro del subgrupo de los Demócratas Europeos. Finalmente, el 22 de junio de 2009, los checos del Partido Democrático Cívico y los británicos del Partido Conservador decidieron romper el grupo y crear el Grupo de los Conservadores y Reformistas Europeos, por tanto el grupo popular disolvió el subgrupo euroescéptico y volvió a su denominación clásica.
En la octava legislatura del Parlamento Europeo, el EPP fue el grupo más grande con 220 eurodiputados, con la Unión Demócrata Cristiana de Alemania como primera fuerza y con el Reino Unido como el único estado miembro de la Unión Europea sin representación. Además fue el único grupo político que representó plenamente a su correspondiente partido político europeo, es decir, el Partido Popular Europeo.

### Novena legislatura

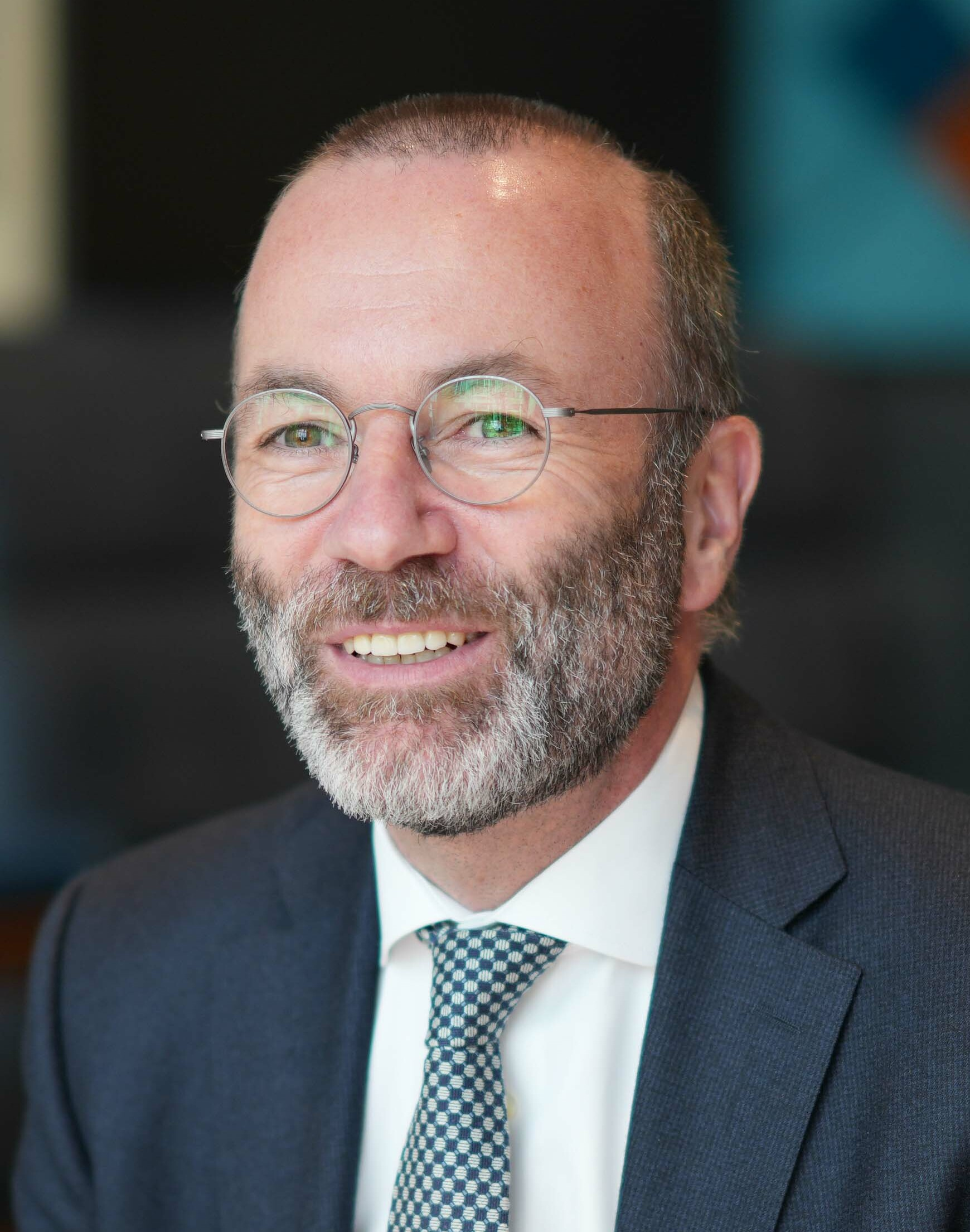
Manfred Weber, candidato (Spitzenkandidaten) a Presidente de la Comisión Europea (2019-2024).

La Unión Demócrata Cristiana de Alemania, el Partido Popular de España y Los Republicanos de Francia fueron las principales fuerzas del EPP en la legislatura 2019-2024 del Parlamento Europeo.

### Décima legislatura
El 7 de marzo de 2024 el Partido Popular Europeo eligió a Ursula von der Leyen como su candidato a presidir la Comisión Europea (2024-2029).

### Nombres oficiales del grupo
| Diputados desde 1979 inicio y final legislativo | Diputados desde 1979 inicio y final legislativo |
| ----------------------------------------------- | ----------------------------------------------- |
| 1979                                            | 108/410                                         |
| 1984                                            | 117/434                                         |
|                                                 |                                                 |
| 1984                                            | 110/434                                         |
| 1989                                            | 113/518                                         |
|                                                 |                                                 |
| 1989                                            | 121/518                                         |
| 1994                                            | 162/518                                         |
|                                                 |                                                 |
| 1994                                            | 156/567                                         |
| 1999                                            | 201/626                                         |
|                                                 |                                                 |
| 1999                                            | 233/626                                         |
| 2004                                            | 295/788                                         |
|                                                 |                                                 |
| 2004                                            | 268/732                                         |
| 2009                                            | 288/785                                         |
|                                                 |                                                 |
| 2009                                            | 256/736                                         |
| 2014                                            | 273/764                                         |
|                                                 |                                                 |
| 2014                                            | 221/751                                         |
| 2019                                            | 187/705                                         |
|                                                 |                                                 |
| 2024                                            | 188/705                                         |

El grupo político ha tenido cuatro denominaciones en cinco periodos diferentes. El actual Grupo del Partido Popular Europeo (Demócrata-Cristianos), ha sido el nombre oficial más usado.

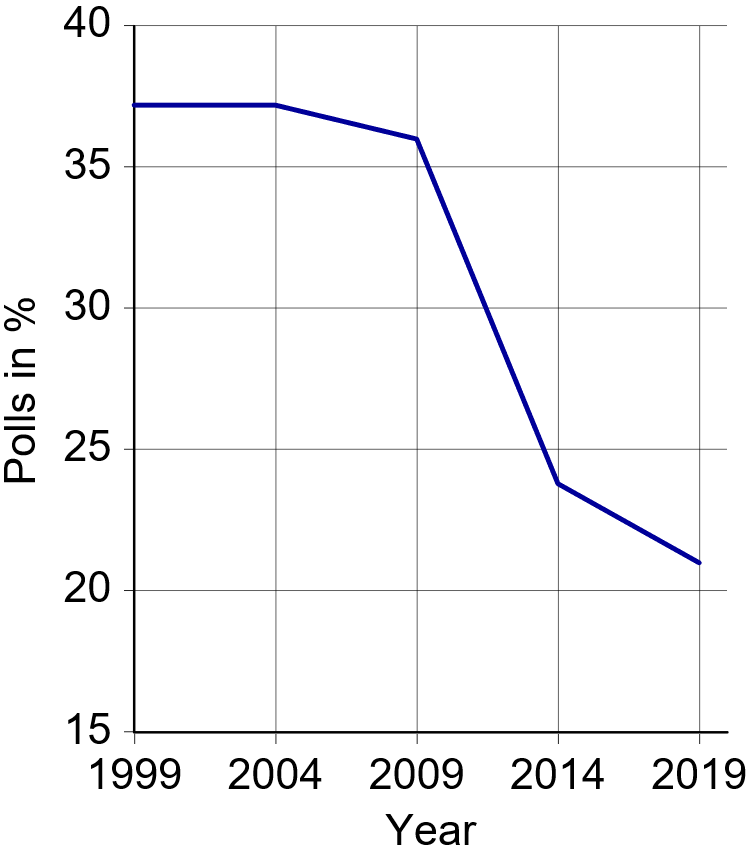
Porcentaje de votos del PPE en las elecciones al Parlamento Europeo 1999 - 2019

| Periodo   | Nombre oficial                                                                        |
| --------- | ------------------------------------------------------------------------------------- |
| 1953-1978 | Grupo Demócrata Cristiano                                                             |
| 1978-1979 | Grupo Demócrata Cristiano (Grupo del Partido Popular Europeo)                         |
| 1979-1999 | Grupo del Partido Popular Europeo (Demócrata-Cristianos)                              |
| 1999-2009 | Grupo del Partido Popular Europeo (Demócrata-Cristianos) y de los Demócratas Europeos |
| 2009-     | Grupo del Partido Popular Europeo (Demócrata-Cristianos)                              |

### Presidentes del grupo
El Grupo del Partido Popular Europeo ha tenido 14 presidentes de cinco países diferentes.
| Periodo   | Nombre              | Estado       | Partido político                  |
| --------- | ------------------- | ------------ | --------------------------------- |
| 1953-1958 | Emmanuel Sassen     | Países Bajos | Partido Popular Católico          |
| 1958-1958 | Pierre Wigny        | Bélgica      | Partido Social Cristiano          |
| 1958-1966 | Alain Poher         | Francia      | Movimiento Republicano Popular    |
| 1966-1969 | Joseph Illerhaus    | Alemania     | Unión Demócrata Cristiana         |
| 1969-1975 | Hans August Lücker  | Alemania     | Unión Social Cristiana de Baviera |
| 1975-1977 | Alfred Bertrand     | Bélgica      | Cristiano Demócrata y Flamenco    |
| 1977-1982 | Egon Klepsch        | Alemania     | Unión Demócrata Cristiana         |
| 1982-1984 | Paolo Barbi         | Italia       | Democracia Cristiana              |
| 1984-1992 | Egon Klepsch        | Alemania     | Unión Demócrata Cristiana         |
| 1992-1994 | Leo Tindemans       | Bélgica      | Cristiano Demócrata y Flamenco    |
| 1994-1999 | Wilfried Martens    | Bélgica      | Cristiano Demócrata y Flamenco    |
| 1999-2007 | Hans-Gert Pöttering | Alemania     | Unión Demócrata Cristiana         |
| 2007-2014 | Joseph Daul         | Francia      | Unión por un Movimiento Popular   |
| 2014-     | Manfred Weber       | Alemania     | Unión Social Cristiana de Baviera |

### Presidentes del Parlamento Europeo
Un total de 16 diputados han presidido el Parlamento Europeo en 17 periodos diferentes. Tan solo Hans Furler, de Alemania, logró presidir la eurocámara en dos ocasiones.
| Periodo       | Nombre                                        | Estado   | Partido político                |
| ------------- | --------------------------------------------- | -------- | ------------------------------- |
| 1954-1954     | Alcide De Gasperi (muerto durante el mandato) | Italia   | Democracia Cristiana            |
| 1954-1956     | Giuseppe Pella                                | Italia   | Democracia Cristiana            |
| 1956-1958     | Hans Furler                                   | Alemania | Unión Demócrata Cristiana       |
| 1958-1960     | Robert Schuman                                | Francia  | Movimiento Republicano Popular  |
| 1960-1962     | Hans Furler                                   | Alemania | Unión Demócrata Cristiana       |
| 1964-1965     | Jean Pierre Duvieusart                        | Bélgica  | Cristiano Demócrata y Flamenco  |
| 1965-1966     | Victor Leemans                                | Bélgica  | Cristiano Demócrata y Flamenco  |
| 1966-1969     | Alain Poher                                   | Francia  | Movimiento Republicano Popular  |
| 1969-1971     | Mario Scelba                                  | Italia   | Democracia Cristiana            |
| 1977-1979     | Emilio Colombo                                | Italia   | Democracia Cristiana            |
| 1984-1987     | Pierre Pflimlin                               | Francia  | Movimiento Republicano Popular  |
| 1992-1994     | Egon Klepsch                                  | Alemania | Unión Demócrata Cristiana       |
| 1992-1994     | José María Gil-Robles y Gil-Delgado           | España   | Partido Popular                 |
| 1999-2002     | Nicole Fontaine                               | Francia  | Unión por un Movimiento Popular |
| 2007-2009     | Hans-Gert Pöttering                           | Alemania | Unión Demócrata Cristiana       |
| 2007-2009     | Jerzy Buzek                                   | Polonia  | Plataforma Cívica               |
| 2017- 2019    | Antonio Tajani                                | Italia   | Forza Italia                    |
| 2022-presente | Roberta Metsola                               | Malta    | Partido Nacionalista            |

## Organización
El Grupo del Partido Popular Europeo se organiza a través de la asamblea, la mesa, la presidencia, los presidentes de delegaciones y los representantes en las comisiones del Parlamento Europeo.

### La asamblea
La asamblea es el órgano más importante del grupo, y está constituida por todos los diputados del grupo en el Parlamento Europeo. La Asamblea adopta decisiones sobre todas las cuestiones políticas tratadas dentro o fuera de la eurocámara, elige la Presidencia del Grupo, establece los grupos de trabajo permanentes del Grupo, y decide sobre los puestos vacantes reservados para el Grupo PPE en los órganos del Parlamento Europeo.

### La mesa
El siguiente escalafón es la Mesa, responsable de la adopción de decisiones estratégicas y políticas, así como de la preparación de las sesiones plenarias. Está formada por el presidente, los vicepresidentes (que forman la Presidencia), los presidentes de las comisiones parlamentarias que pertenezcan al Grupo, los portavoces del Grupo en las comisiones parlamentarias, un miembro co-optado por cada diez miembros de una delegación nacional, y el presidente y secretario general del Partido Popular Europeo, si también son diputados al Parlamento Europeo.

### La Presidencia
La Presidencia está formada por el presidente del Grupo y diez vicepresidentes elegidos por la asamblea del grupo. Los integrantes acuerdan entre ellos la distribución de los ámbitos de responsabilidad y se encargan de guiar al Grupo en las sesiones plenarias, de representar al grupo en el exterior y de informar a la asamblea del grupo de las decisiones estratégicas y políticas que ha adoptado.
| Presidente            | Presidente   | Presidente                                       |
| Nombre                | Estado       | Partido político                                 |
| --------------------- | ------------ | ------------------------------------------------ |
| Manfred Weber         | Alemania     | Unión Social Cristiana de Baviera                |
| Vicepresidentes       |              |                                                  |
| Nombre                | Estado       | Partido político                                 |
| Esteban González Pons | España       | Partido Popular                                  |
| Esther de Lange       | Países Bajos | Llamada Democristiana                            |
| Françoise Grossetête  | Francia      | Los Republicanos                                 |
| Jacek Saryusz-Wolski  | Polonia      | Plataforma Cívica                                |
| József Szájer         | Hungría      | Fidesz-Unión Cívica Húngara                      |
| Lara Comi             | Italia       | Forza Italia                                     |
| Marian-Jean Marinescu | Rumania      | Partido Nacional Liberal                         |
| Mariya Gabriel        | Bulgaria     | Ciudadanos por el Desarrollo Europeo de Bulgaria |
| Paulo Rangel          | Portugal     | Partido Social Demócrata                         |
| Sandra Kalniete       | Letonia      | Unidad                                           |

## Parlamento Europeo
El Grupo del Partido Popular Europeo es el grupo con mayor número de escaños en la octava legislatura del Parlamento Europeo, sumando un total de 216 eurodiputados, un 29,43% de la cámara, de todos los Estados miembro de la Unión Europea, con excepción de Reino Unido.

### Diputados
El grupo, en la Décima legislatura del Parlamento Europeo, está formado por los siguientes diputados:
| Total | Total                                     | Partido político europeo | Partido político europeo                                            | Partido miembro                                                       | Partido miembro                                                                         | Diputados         | Diputados            | Diputados            |
| Total | Total                                     | Partido político europeo | Partido político europeo                                            | Partido miembro                                                       | Partido miembro                                                                         | Respecto al grupo | Respecto a su estado | Respecto a su estado |
| ----- | ----------------------------------------- | --- | ------------------------------------------------------------------- | --------------------------------------------------------------------- | --------------------------------------------------------------------------------------- | ----------------- | -------------------- | -------------------- |
|       | Grupo del Partido Popular Europeo 188/720 | | EPP 167/188                                                         |                                                                       | Unión Demócrata Cristiana de Alemania Christlich Demokratische Union Deutschlands (CDU) | 23/188            | 23/96                | Alemania             |
|       | Grupo del Partido Popular Europeo 188/720 | Partido Popular (PP) | EPP 167/188                                                         | 22/188                                                                | 22/61                                                                                   | España            |                      |                      |
|       | Grupo del Partido Popular Europeo 188/720 | Plataforma Cívica Platforma Obywatelska (PO)                                                                                   | EPP 167/188                                                         | 17/188                                                                | 17/53                                                                                   | Polonia           |                      |                      |
|       | Grupo del Partido Popular Europeo 188/720 | Partido Nacional Liberal Partidul Naţional Liberal (PNL)                                                                       | EPP 167/188                                                         | 8/188                                                                 | 8/33                                                                                    | Rumania           |                      |                      |
|       | Grupo del Partido Popular Europeo 188/720 | Vamos Italia Forza Italia (FI)                                                                                                 | EPP 167/188                                                         | 8/188                                                                 | 8/76                                                                                    | Italia            |                      |                      |
|       | Grupo del Partido Popular Europeo 188/720 | Nueva Democracia Νέα Δημοκρατία (ΝΔ)                                                                                           | EPP 167/188                                                         | 7/188                                                                 | 7/21                                                                                    | Grecia            |                      |                      |
|       | Grupo del Partido Popular Europeo 188/720 | Los Republicanos Les Républicains (LR)                                                                                         | EPP 167/188                                                         | 6/188                                                                 | 6/81                                                                                    | Francia           |                      |                      |
|       | Grupo del Partido Popular Europeo 188/720 | Unión Social Cristiana de Baviera Christlich-Soziale Union in Bayern (CSU)                                                     | EPP 167/188                                                         | 6/188                                                                 | 6/96                                                                                    | Alemania          |                      |                      |
|       | Grupo del Partido Popular Europeo 188/720 | Unión Democrática Croata Hrvatska Demokratska Zajednica (HDZ)                                                                  | EPP 167/188                                                         | 6/188                                                                 | 6/12                                                                                    | Croacia           |                      |                      |
|       | Grupo del Partido Popular Europeo 188/720 | Partido Popular Austríaco Österreichische Volkspartei (ÖVP)                                                                    | EPP 167/188                                                         | 5/188                                                                 | 5/20                                                                                    | Austria           |                      |                      |
|       | Grupo del Partido Popular Europeo 188/720 | Partido Social Demócrata Partido Social Democrata (PSD)                                                                        | EPP 167/188                                                         | 5/188                                                                 | 5/21                                                                                    | Portugal          |                      |                      |
|       | Grupo del Partido Popular Europeo 188/720 | Ciudadanos por el Desarrollo Europeo de Bulgaria Граждани за Европейско Развитие на България (ГЕРБ)                            | EPP 167/188                                                         | 4/188                                                                 | 4/17                                                                                    | Bulgaria          |                      |                      |
|       | Grupo del Partido Popular Europeo 188/720 | Familia de los Irlandeses Fine Gael (FG)                                                                                       | EPP 167/188                                                         | 4/188                                                                 | 4/14                                                                                    | Irlanda           |                      |                      |
|       | Grupo del Partido Popular Europeo 188/720 | Partido Coalición Nacional Kansallinen Kokoomus (KOK)                                                                          | EPP 167/188                                                         | 4/188                                                                 | 4/15                                                                                    | Finlandia         |                      |                      |
|       | Grupo del Partido Popular Europeo 188/720 | Partido de la Coalición Moderada Moderata Samlingspartiet (M)                                                                  | EPP 167/188                                                         | 4/188                                                                 | 4/21                                                                                    | Suecia            |                      |                      |
|       | Grupo del Partido Popular Europeo 188/720 | Partido Demócrata Esloveno Slovenska Demokratska Stranka (SDS)                                                                 | EPP 167/188                                                         | 4/188                                                                 | 4/9                                                                                     | Eslovenia         |                      |                      |
|       | Grupo del Partido Popular Europeo 188/720 | Llamada Demócrata Cristiana Christen-Democratisch Appèl (CDA)                                                                  | EPP 167/188                                                         | 3/188                                                                 | 3/31                                                                                    | Países Bajos      |                      |                      |
|       | Grupo del Partido Popular Europeo 188/720 | Partido Nacionalista Partit Nazzjonalista (PN)                                                                                 | EPP 167/188                                                         | 3/188                                                                 | 3/6                                                                                     | Malta             |                      |                      |
|       | Grupo del Partido Popular Europeo 188/720 | Unión de la Patria-Demócrata Cristianos Lituanos Tėvynės Sąjunga-Lietuvos Krikščionys Demokratai (TS-LKD)                      | EPP 167/188                                                         | 3/188                                                                 | 3/11                                                                                    | Lituania          |                      |                      |
|       | Grupo del Partido Popular Europeo 188/720 | Agrupación Democrática Δημοκρατικός Συναγερμός (ΔΗΣΥ)                                                                          | EPP 167/188                                                         | 2/188                                                                 | 2/6                                                                                     | Chipre            |                      |                      |
|       | Grupo del Partido Popular Europeo 188/720 | Cristiano Demócrata y Flamenco Christen-Democratisch en Vlaams (CD&V)                                                          | EPP 167/188                                                         | 2/188                                                                 | 2/22                                                                                    | Bélgica           |                      |                      |
|       | Grupo del Partido Popular Europeo 188/720 | Nueva Unidad Jaunā Vienotība (JV)                                                                                              | EPP 167/188                                                         | 2/188                                                                 | 2/9                                                                                     | Letonia           |                      |                      |
|       | Grupo del Partido Popular Europeo 188/720 | Partido Campesino Polaco Polskie Stronnictwo Ludowe (PSL)                                                                      | EPP 167/188                                                         | 2/188                                                                 | 2/53                                                                                    | Polonia           |                      |                      |
|       | Grupo del Partido Popular Europeo 188/720 | Partido Popular Social Cristiano Chrëschtlech Sozial Vollekspartei (CSV)                                                       | EPP 167/188                                                         | 2/188                                                                 | 2/6                                                                                     | Luxemburgo        |                      |                      |
|       | Grupo del Partido Popular Europeo 188/720 | Patria Isamaa (I) | EPP 167/188                                                         | 2/188                                                                 | 2/7                                                                                     | Estonia           |                      |                      |
|       | Grupo del Partido Popular Europeo 188/720 | Tradición Responsabilidad Prosperidad Tradice Odpovědnost Prosperita (TOP 09)                                                  | EPP 167/188                                                         | 2/188                                                                 | 2/21                                                                                    | Chequia           |                      |                      |
|       | Grupo del Partido Popular Europeo 188/720 | Unión Democrática de Húngaros en Rumania Romániai Magyar Demokrata Szövetség (RMDSz)                                           | EPP 167/188                                                         | 2/188                                                                 | 2/33                                                                                    | Rumania           |                      |                      |
|       | Grupo del Partido Popular Europeo 188/720 | Centro Democrático Social-Partido Popular Centro Democrático Social-Partido Popular (CDS-PP)                                   | EPP 167/188                                                         | 1/188                                                                 | 1/21                                                                                    | Portugal          |                      |                      |
|       | Grupo del Partido Popular Europeo 188/720 | Demócratas Cristianos Kristdemokraterna (KD)                                                                                   | EPP 167/188                                                         | 1/188                                                                 | 1/21                                                                                    | Suecia            |                      |                      |
|       | Grupo del Partido Popular Europeo 188/720 | Demócratas por una Bulgaria Fuerte Демократи за силна България (ДСБ)                                                           | EPP 167/188                                                         | 1/188                                                                 | 1/17                                                                                    | Bulgaria          |                      |                      |
|       | Grupo del Partido Popular Europeo 188/720 | Movimiento Demócrata Cristiano Kresťanskodemokratické Hnutie (KDH)                                                             | EPP 167/188                                                         | 1/188                                                                 | 1/15                                                                                    | Eslovaquia        |                      |                      |
|       | Grupo del Partido Popular Europeo 188/720 | Nueva Eslovenia-Cristiano Demócratas Nova Slovenija–Krščanski demokrati (NSi)                                                  | EPP 167/188                                                         | 1/188                                                                 | 1/9                                                                                     | Eslovenia         |                      |                      |
|       | Grupo del Partido Popular Europeo 188/720 | Partido Popular Conservador Det Konservative Folkeparti (DKF)                                                                  | EPP 167/188                                                         | 1/188                                                                 | 1/15                                                                                    | Dinamarca         |                      |                      |
|       | Grupo del Partido Popular Europeo 188/720 | Partido Popular Sudtirolés Südtiroler Volkspartei (SVP)                                                                        | EPP 167/188                                                         | 1/188                                                                 | 1/76                                                                                    | Italia            |                      |                      |
|       | Grupo del Partido Popular Europeo 188/720 | Unión Cristiana y Demócrata-Partido Popular Checoslovaco Křesťanská a Demokratická Unie-Československá Strana Lidová (KDU-ČSL) | EPP 167/188                                                         | 1/188                                                                 | 1/21                                                                                    | Chequia           |                      |                      |
|       | Grupo del Partido Popular Europeo 188/720 | Unión de Fuerzas Democráticas Съюз на демократичните сили (СДС)                                                                | EPP 167/188                                                         | 1/188                                                                 | 1/17                                                                                    | Bulgaria          |                      |                      |
|       | Grupo del Partido Popular Europeo 188/720 | ECPM 1/188 |                                                                     | Partido de las Familias de Alemania Familienpartei Deutschlands (FPD) | 1/188                                                                                   | 1/96              | Alemania             |                      |
|       | Grupo del Partido Popular Europeo 188/720 | Ninguno 20/188 |                                                                     | Partido Respeto y Libertad Tisztelet és Szabadság Párt (TISZA)        | 7/188                                                                                   | 7/21              | Hungría              |                      |
|       | Grupo del Partido Popular Europeo 188/720 | Ninguno 20/188 | Alcaldes e independientes Starostové a nezávislí (STAN)             | 2/188                                                                 | 2/21                                                                                    | Chequia           |                      |                      |
|       | Grupo del Partido Popular Europeo 188/720 | Ninguno 20/188 | Movimiento Campesino-Ciudadano BoerBurgerBeweging (BBB)             | 2/188                                                                 | 2/31                                                                                    | Países Bajos      |                      |                      |
|       | Grupo del Partido Popular Europeo 188/720 | Ninguno 20/188 | Alianza Liberal Liberal Alliance (LA)                               | 1/188                                                                 | 1/15                                                                                    | Dinamarca         |                      |                      |
|       | Grupo del Partido Popular Europeo 188/720 | Ninguno 20/188 | Iniciativa Polaca Inicjatywa Polska (iPL)                           | 1/188                                                                 | 1/53                                                                                    | Polonia           |                      |                      |
|       | Grupo del Partido Popular Europeo 188/720 | Ninguno 20/188 | Partido Ecológico-Democrático Ökologisch-Demokratische Partei (ÖDP) | 1/188                                                                 | 1/96                                                                                    | Alemania          |                      |                      |
|       | Grupo del Partido Popular Europeo 188/720 | Ninguno 20/188 | Partido Social Cristiano Christlich-Soziale Partei (CSP)            | 1/188                                                                 | 1/22                                                                                    | Bélgica           |                      |                      |
|       | Grupo del Partido Popular Europeo 188/720 | Ninguno 20/188 | Nuevo Contrato Social Nieuw Sociaal Contract (NSA)                  | 1/188                                                                 | 1/31                                                                                    | Países Bajos      |                      |                      |
|       | Grupo del Partido Popular Europeo 188/720 | Ninguno 20/188 | Independientes                                                      | 4/188                                                                 | 3/53                                                                                    | Polonia           |                      |                      |
| 1/21  | Grupo del Partido Popular Europeo 188/720 | Ninguno 20/188 | Independientes                                                      | 4/188                                                                 | Portugal                                                                                |                   |                      |                      |

### Mesa del Parlamento
Para la presidencia del Parlamento, el Grupo del Partido Popular Europeo y el Grupo de la Alianza Progresista de Socialistas y Demócratas, con el apoyo de la Alianza de los Demócratas y Liberales por Europa, acordaron repartirsela media legislatura cada partido, con el socialista Martin Schulz hasta finales de 2016 y el popular Manfred Weber hasta el final de la legislatura.
En las vicepresidencias, el grupo controla seis de los 14 asientos, habiendo sido elegidos Antonio Tajani (Forza Italia), Mairead McGuinness (Fine Gael), Rainer Wieland (Unión Demócrata Cristiana), Ramón Luis Valcárcel (Partido Popular), Ildikó Pelczné Gáll (Fidesz-Unión Cívica Húngara) y Adina-Ioana Vălean (Partido Nacional Liberal). Además, Bogusław Liberadzki (Plataforma Cívica) y Andrey Kovatchev (Ciudadanos por el Desarrollo Europeo de Bulgaria) son cuestores, miembros de la mesa, con derecho a voz, pero sin voto.